# もえろツインビー シナモン博士を救え!
『もえろツインビー シナモン博士を救え!』（もえろツインビー シナモンはかせをすくえ!）は、1986年11月21日に日本のコナミから発売されたファミリーコンピュータ ディスクシステム用縦横両スクロールシューティングゲーム。日本国外では『Stinger』のタイトルで発売された。
同社のアーケードゲーム『ツインビー』（1985年）の続編。前作から100年後、新たな敵・ガトランティスにさらわれたシナモン博士を救うためツインビーたちが世界中の国々を巡る内容となっている。本作では3人まで同時プレイが可能な点と、縦スクロールだけでなく横スクロールの面も導入された事を特徴としている。日本国外版では2人同時プレイまでに変更され、会話デモが省略されている。
開発はコナミ開発2課が行い、プログラムは前作を手掛けた青山和浩および後に『バイオミラクル ぼくってウパ』（1988年）を手掛けた村田司朗が担当、音楽は『キングコング2 怒りのメガトンパンチ』（1986年）を手掛けた禎清宏が担当している。
1993年3月26日にはロムカセット版も発売されている。ロムカセット版は2006年4月14日にi-revoにて配信された他、バーチャルコンソール対応ソフトとして2010年7月27日にWii用、2015年10月28日にWii Uとして配信された。

## 概要
前作は当初アーケードゲームとしてリリースされ、その後ファミリーコンピュータその他に移植されたが、本作はファミリーコンピュータ ディスクシステム用ソフトとして発売された。前作よりメディアの容量も増え、新要素も多数盛り込まれている。シリーズのほとんどの作品では2人同時プレイまでなのに対し、本作はシリーズで唯一3人同時プレイが可能となっている。3P用の機体として緑色の機体「グインビー」が初登場。ファミリーコンピュータのエキスパンションコネクタにジョイスティックを接続することで操作できる。
トップビュー・縦スクロールのステージだけでなく、サイドビュー・横スクロールのステージがあることも特徴となっている。パワーアップしてもミスすると弱い初期状態に戻る救済措置として「魂復活システム」、難易度選択（ロムカセット版のみ搭載）などの初心者向けのシステムも導入。当時ブームだった隠れキャラが多い。
ちなみに本作のロムカセット版がコナミ最後のファミコンソフトであった。

## ゲーム内容

### 操作系
横スクロール面（1,3,7面）と縦スクロール面（2,4,5,6面）ではシステムが若干異なる。
横スクロール面
ツインビーたちに腕は無く、被弾1発でミスになる。Aボタンで鈴にのみヒットするハートを真上に発射。Bボタンで対空ショットと対地ボムを同時に発射。ショットでは地上物を破壊できず、ボムは地上物しか破壊できない。
縦スクロール面
前作『ツインビー』と同様の操作系で、ツインビーたちに腕がある。敵弾に1発あたると腕が無くなり対地ボムを撃てなくなるが、お助けカー（前作の救急車に相当）がやってくる。Aボタンで対地ボム。Bボタンで対空ショット。

### ベルパワーアップ
本作のベルは洋風の鐘ではなく、和風の鈴の形である。
雲を撃つと鈴が出現し、それを一定回数撃つと色が変わる。取った時の色によって得点やパワーアップの効果が得られる。縦スクロール面ではショットでのみ色を変えることが可能だが、横スクロール面ではショット以外にAボタンのハートでも色を変えることができる。また、横スクロール面ではショットが水平に飛ぶのに対し鈴は垂直に落下するため、色の調節が難しい。青白点滅鈴をさらに撃ち続けるとハッチャンというキャラクターに変身する（敵：前作『ツインビー』で倒すと10000点を獲得できるビックルと異なり100点）。なお、ボス近くやボーナスステージではいくら撃っても鈴の色は変わらない（ボス近くは最後はハッチャンになる）。
■黄鈴　スコアアップ
最初は500点だが、落とさずに取り続けると最高10000点になる。
■青鈴　スピードアップ
自機の移動速度が1段階アップする。
□白鈴　ツイン砲
ショットが2連装になる。
■ピンク鈴　レーザー
ショットが貫通能力を持つレーザーになる。特にボスを早く倒すのに有効。但し3WAYや5WAYを取ると強制的に切り替わり、再度ピンク鈴を取ってもレーザーに戻らない。
■□赤白点滅鈴　分身
自機と同じショット攻撃をする分身が2つつく。分身は自機の動きをトレースする。1人プレイ時のみ使用可能。3WAYや5WAYとの併用はできない。
■□青白点滅鈴　バリア
バリアを張り、敵の体当たりや敵弾から身を守る。(複数プレイの際使えるのは1キャラのみ)

### 地上アイテム
地上の砲台をボムで撃つと出現。何もない所をボムで撃つと出現する隠しキャラクターもある。ポジションによりツインビーが取れないものもある。
- $：ドル袋 - 点数が入る。
- ?：クエスティオン - クエスチョン（何が起こるかわからない）。スカ（ドクロマーク）がほとんどだが、たまに画面内の敵を全滅させたり、画面内の敵が鈴に変身したり、無敵になる効果が得られる。原則としてスカ、全滅、鈴、無敵は場所毎に固定されている。
- L：レフトビーム - 縦スクロール面では前方と左方向に、横スクロール面では前方と上方向にショットを撃てるようになる。
- R：ライトビーム - 縦スクロール面では前方と右方向に、横スクロール面では前方と下方向にショットを撃てるようになる。LとRを両方取ると前後にショットを撃つテイルガンになる。
- 3WAYムーン - 三日月の形をしている。ショットが前方3方向への3WAYになる。1人プレイ時のみ使用可能。ツイン砲、レーザー、テイルガン、5WAY装備中に取ると強制的に3WAYのみに切り替わり、特にレーザーや5WAYで装備中はパワーダウンとなる。
- 5WAYスター - 星の形をしている。ある場所にしか出てこない。ショットが前方5方向への5WAYになる。1人プレイ時のみ使用可能。L / Rとの併用はできない。
- ✞：1UPクロス - 残機が1機増える。隠れキャラクター。
- シナモン - ステージクリア後にボーナスステージに突入。隠されている場所が固定されておらず、規定数ボムで撃つと出現する。

この他にも隠しキャラクターが多数存在する。

### 合体攻撃
2人同時プレイ、3人同時プレイ時にはプレイヤー機を横に並べる事でワッカレーザーを発射できる。ワッカレーザーは貫通力があり攻撃範囲も広いが射程は短い。発射速度も遅い。

### ミス、魂復活システム、コンティニュー
横スクロール面では敵弾や敵の体当たりを受けた時、縦スクロール面では敵の体当たりや腕の無い状態で敵弾を受けた時に1ミスになる。パワーアップは全て無くなりその場で復活する。ミスした時には同時に魂が出現し、この魂を取ると直前に持っていたパワーアップが復活する。ただし自分の魂を取って復活したキャラからは魂は出ない。1Pから3Pまでの残機が全て無くなるとゲームオーバー。コンティニューすると全滅したステージの最初からやり直すことができる。

## 設定

### ストーリー
宇宙暦2901年、平和が続くドンブリ島でシナモン博士が100年間の冷凍睡眠から目覚めた。かつてスパイス大王と戦った息子たちは既に亡くなり、彼らの孫すなわち博士のひ孫たちの時代になっていた。博士は「島に何かが起こる」との予感に従い、3人のひ孫たちのためにツインビー、ウインビー、そしてグインビーの3機を作り上げた。その時、スパイス大王の孫・ガトランティスが研究所を襲い、円盤で博士を連れ去ってしまった。ひ孫たちは3機に乗り込み円盤の跡を追う。

### ステージ構成
ステージ1 - ドンブリ島
横スクロール面。太平洋上に浮かぶ島。前作同様の牧歌的なステージだがスクロール方向が異なる。敵はアイスキャンディーやナルトなどの食料品タイプ。ボスは巨大なスイカのウルトラアーク。

ステージ2 - ラマヤドーラ王国
縦スクロール面。インド洋沖に位置する国。敵はカメやクラゲなどの水棲生物タイプ。ボスは巨大なタコのスプーキー。

ステージ3 - オルドラード公国
横スクロール面。エジプトの砂漠にある国。ピラミッドやスフィンクスなどの姿も見える。敵はモップやタワシなどの日用品タイプ。ボスは水道の蛇口のようなウォーターパイパー。

ステージ4 - ウラルフスク国
縦スクロール面。北極に近い極寒の国。敵はテレビや扇風機などの家電製品タイプ。ボスは巨大ロボの頭のようなロボガスター。

ステージ5 - ザマビ王国
縦スクロール面。南米にある国。ザマビとは「知られざる世界」という意味。渓谷が続くステージ。敵はバレーボールやエキスパンダーなどのスポーツ用品タイプ。ボスはステレオのようなサウンダー。

ステージ6 - イプ＝Γ（ガンマ）帝国
縦スクロール面。機械的な街並みが広がる帝国。地球上で唯一宇宙と空間を共有している。敵はセミやホタルなどの昆虫タイプ。ボスは太陽のようなアポロンガー。

ステージ7 - 宇宙
最終ステージ。横スクロール面。宇宙空間なので雲はなく、時々飛来する(敵を10匹倒す毎？)コナミマンが鈴を渡してくれる。敵はアークJr.など今までのボスの子供たちが登場する。ボスはガトランティス。
ボーナスステージ
シナモンを取っているとステージクリア後にボーナスステージに突入。敵が出現せず、一定時間内、黄色のボーナス鈴が取り放題。スクロール方向はクリアしたステージによって決まる（横スクロール面では横スクロール方向、縦スクロール面では縦スクロール方向になる）。

## 登場キャラクター
ツインビー
1Pキャラクター。機体色はブルー。キャノピーの形状は円形。パイロットは男子。
ウインビー
2Pキャラクター。機体色はピンク。キャノピーの形状はハート型。パイロットは女子。
グインビー
3Pキャラクター。機体色はグリーン。キャノピーの形状はイチョウの葉のような扇形。パイロットは男子。
いずれもシナモン博士によって作られたユニークな戦闘機。パイロットたちはシナモン博士のひ孫に当たる（そのためシリーズの時系列では一番未来とされている）。発売当初は名前の設定がなかったが、ツインビー10周年記念に「スカッシュ」「ホイップ」「メロウ」と設定された。
シナモン博士
ツインビーたちを作った天才科学者。以前の戦いの後、優秀な頭脳を休めるため冷凍睡眠に入っていた。
ガトランティス
スパイス大王の孫。祖父のうらみを晴らすため、そしてシナモン博士の頭脳を悪用するため博士を誘拐した。

## 移植版
| No. | タイトル                                     | 発売日                       | 対応機種               | 開発元 | 発売元   | メディア                              | 型式  | 備考                  |
| --- | -------------------------------------------- | ---------------------------- | ---------------------- | ------ | -------- | ------------------------------------- | ----- | --------------------- |
| 1   | もえろツインビー シナモン博士を救え!         | 1993年3月26日                | ファミリーコンピュータ | コナミ | コナミ   | ロムカセット                          | RC813 |                       |
| 2   | もえろツインビー シナモン博士を救え!         | 2006年4月14日                | Windows                | コナミ | アイレボ | ダウンロード (i-revo)                 | -     | 2011年3月31日配信終了 |
| 3   | もえろツインビー シナモン博士を救え!         | 2010年7月27日                | Wii                    | KDE    | KDE      | ダウンロード （バーチャルコンソール） | -     |                       |
| 4   | もえろツインビー シナモン博士を救え! Stinger | 2015年10月28日 2015年11月5日 | Wii U                  | KDE    | KDE      | ダウンロード （バーチャルコンソール） | -     |                       |

## スタッフ
- プログラム：青山和浩、MU-CHAN（村田司朗）
- キャラクター：MADAM YANYAN、大仏まり（木下まり）
- 音楽：
  - オリジナル版：禎清宏
  - カートリッジ版：RUSHER SHINYA（坂元信也）
- スペシャル・サンクス：シモンみつひろ、RUSHER SHINYA（坂元信也）、寺島里恵、GIANT KEN、YAMAKO（山下絹代）、霜出健治
- スペシャル・サンクス（カートリッジ版）：シモンみつひろ、PAPA HITOMI（風仁美）、MAMA CHAN、GIANT KEN、N A N!!、霜出健治

## 評価
ディスクシステム版
ゲーム誌『ファミリーコンピュータMagazine』の読者投票による「ゲーム通信簿」での評価は以下の通り、18.42点（満25点）となっている。また、同雑誌1991年5月24日号特別付録の「ファミコンディスクカード オールカタログ」では本作の特徴が3人同時プレイである事を指摘し、「3人同時プレイなんて不可能だと思われていたから、画期的だった」と称賛した。
| 項目 | キャラクタ | 音楽 | 操作性 | 熱中度 | お買得度 | オリジナリティ | 総合  |
| 得点 | 3.16       | 3.26 | 4.01   | 4.21   | -        | 3.78           | 18.42 |
ロムカセット版
ゲーム誌『ファミコン通信』の「クロスレビュー」では、5・4・4・3の合計16点（満40点）、『ファミリーコンピュータMagazine』の読者投票による「ゲーム通信簿」での評価は以下の通り、20.7点（満30点）となっている。
| 項目 | キャラクタ | 音楽 | お買得度 | 操作性 | 熱中度 | オリジナリティ | 総合 |
| 得点 | 3.6        | 3.4  | 3.6      | 3.7    | 3.3    | 3.2            | 20.7 |